# Hélène Brion
Hélène Brion (Clermont-Ferrand, 27 de janeiro de 1882 - Ennery, 31 de agosto de 1962) foi uma professora, ativista do movimento feminista, sindicalista e pacifista da CGT, autora de La Voie feminista. 

## Biografia
Hélène Brion, após o divórcio de seus pais em 1892, com a idade de 10 anos, é acolhida por sua avó paterna em Authe, nas Ardenas. Aos 12 anos, em 1894, ingressou na escola primária para jovens Sophie-Germain em Paris e obteve o certificado superior em 1900; as meninas não podiam fazer o bacharelado até 1924. Sua mãe morreu em 1900 e seu pai em 1902. 
Em 1905, ela passou na competição de assistente de ensino e se tornou professora. Ela é membro do sindicato dos professores e do SFIO. Ela também se envolveu em muitas organizações feministas: O sufrágio feminino, a Union Fraternelle des Femmes, a Federação Universitária das Mulheres, a Liga dos Direitos da Mulher, a União Francesa do Sufrágio da Mulher, a Liga Nacional de Votação. Ela defende que os direitos das mulheres no trabalho e em casa sejam reconhecidos. Naquela época, a mulher não tinha direitos políticos, não podia ser a guardiã de seus próprios filhos e era frequentemente mal remunerada no mundo do trabalho. 
Em 1911, ela foi criada na escola maternal na rue Candale em Pantin. Em 1912, ingressou no comitê da Confederação da CGT, do qual foi secretária assistente em 1914. A guerra e a mobilização reduzindo o cargo, Hélène Brion torna-se secretária-geral interina. Em 1915, uma forte corrente pacifista nasceu dentro da CGT, uma corrente da qual Hélène Brion se tornaria porta-voz. Ela ingressou na seção francesa do Comitê Internacional da Mulher para a Paz Permanente  . Impedida pela polícia francesa, ela não pôde ir à conferência pacifista de 1915 em Zimmerwald, nem à de Kienthal, mas correspondia a cartas sobre esse assunto. Estes, interceptados pela polícia, foram usados no processo de acusação contra eles no final da guerra. Também publica manifestos pacifistas e envia o 23 octobre 1916 de O primeiro parâmetro é necessário, mas foi fornecido incorretamente! de {{{3}}} uma carta ao Comitê para a Retomada das Relações Internacionais, um comitê pacifista presidido por Alphonse Merrheim . 

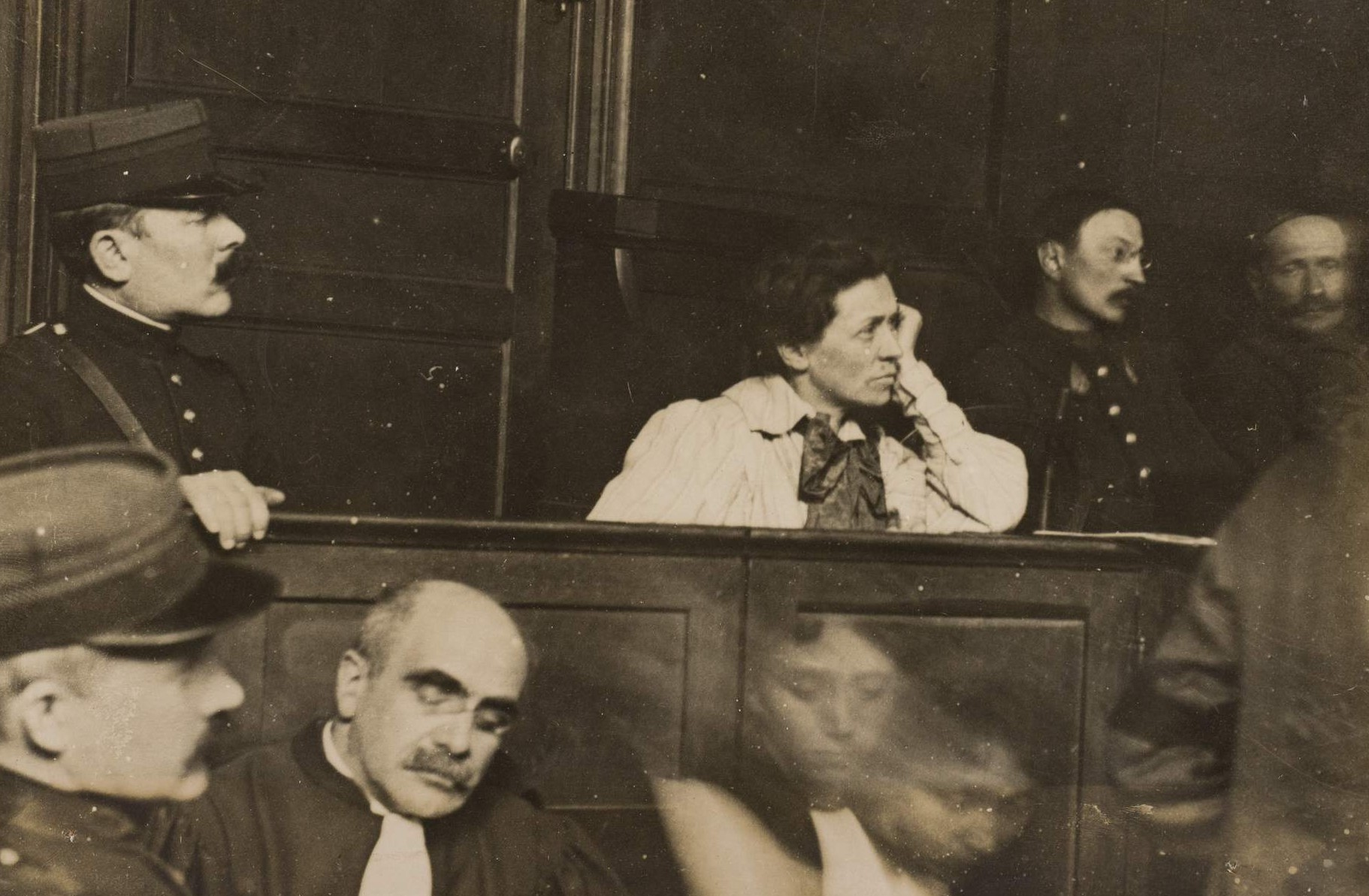
Brion perante a corte marcial.

Em 1917, a pressão aumentou em suas atividades. Em 26 de julho de 1917 seu apartamento é revistado e em 27 de julho ela é suspensa em seus pagamentos. Em novembro de 1917, logo após a chegada de Clemenceau como presidente do conselho, ela foi presa por propaganda derrotista e enviada à prisão feminina de Saint-Lazare. Foi submetida por parte dos jornais da época, a Manhã, o Eco de Paris e o homem livre, uma campanha de desinformação. Ela é considerada anormal, para dizer o mínimo, ela veste roupas masculinas, correspondia a soldados, fabricantes de munições, prisioneiros alemães, escondeu pessoas bizarras, visitou a Rússia e foi à conferência de Zimmerwald. Ela é acusada de ser uma anarquista, de ser uma defensora do Boné Vermelho. Le Petit Parisien suspeita que ela tenha recebido dinheiro da Alemanha para organizar sua campanha pacifista. Acusada de traição e de fazer o pacifismo sob o disfarce do feminismo, Hélène Brion se defenderá: 
A promotoria alega que, sob o pretexto do feminismo, sou pacifista. Distorce minha propaganda pelas necessidades de sua causa: afirmo que é o contrário (...) sou inimigo da guerra porque feminista, a guerra é o triunfo da força bruta, o feminismo não pode triunfar somente pela força moral e valor intelectual. Existe uma antinomia entre os dois (...)
A promotoria alega que, sob o pretexto do feminismo, sou pacifista. Distorce minha propaganda pelas necessidades de sua causa: afirmo que é o contrário (...) sou inimigo da guerra porque feminista, a guerra é o triunfo da força bruta, o feminismo não pode triunfar somente pela força moral e valor intelectual. Existe uma antinomia entre os dois (...)
Ela apareceu antes da primeira corte marcial de 25 a 31 de março. Ela defende principalmente a causa do feminismo, apontando que, privada de direitos políticos, ela não pode ser processada por um crime político e concentra sua defesa nos direitos que são negados às mulheres. Em particular, declara: 
Eu apareço aqui como acusada de um crime político. No entanto, estou sem todos os direitos políticos. A lei deve ser lógica e ignorar minha existência quando se trata de sanções, tanto quanto ignorá-la quando se trata de direitos. Eu protesto contra a sua falta de lógica
Ela é apoiada por testemunhas morais, Jean Longuet, Jeanne Mélin, Marguerite Durand e a jornalista Séverine, que farão deste julgamento a desculpa do pacifismo e do feminismo. 
Ela foi condenada a três anos de prisão suspensa. Ela é retirada do ensino, com efeito em 17 de novembro de 1917. Ela não será restabelecida até sete anos depois (em janeiro de 1925) sob o governo do Cartel de Esquerda. 
Após a guerra, Hélène Brion deixou o movimento sindical. Ela renunciou ao cargo de secretária geral do FNSI. A partir de fevereiro de 1919 à outubro de 1921, publica a revista La Lutte feministe, "um corpo único e rigorosamente independente de feminismo integral". Em fevereiro de 1920 ela fundou, com Maurice Foulon, a popular universidade de Pantin. Atraída pelo comunismo, ela fez várias viagens à Rússia nos anos 1920-1922 e ingressou no novo Partido Comunista do Congresso de Tours em 1920. Ela também é seguidora de espiritismo.
Em janeiro de 1925 foi reintegrada às suas funções de professora na escola maternal na rue Candale em Pantin, onde trabalhou até o início da Segunda Guerra Mundial. 
Após a guerra, ela continuou suas atividades feministas e morreu em 31 de agosto de 1962 na clínica de dietética e gerontologia de Ennery (Val-d'Oise). Enterrados na praça dos indigentes, seus restos mortais são transportados para um cofre de trinta anos, pago por um primo, René Cholet. 
Ao longo de sua vida, ela trabalhou em sua Grande Enciclopédia Feminista, na qual planejava reunir notas biográficas sobre todas as mulheres que considerava exemplares, seja por suas atividades literárias, científicas ou artísticas ou por sua presença em fatos diversos.  Vários volumes desta enciclopédia - não editados - podem ser consultados na Biblioteca Marguerite Durand, no 13º arrondissement de Paris (coleção Hélène Brion). 

## Posteridade
Uma rua no distrito XIII de Paris leva seu nome desde 14 de novembro de 2005, bem como um correio para Pantin, junto ao canal.

## Trabalhos
- Declaração lida ao primeiro conselho de guerra 29 mars 1918 de O primeiro parâmetro é necessário, mas foi fornecido incorretamente! de {{{3}}} (Germinal, ano 126 da liberdade e igualdade francesas), Courbevoie, Société Ouvrière Imprimerie, 1918 OCLC 40127300.
- O caminho feminista. Partidos de vanguarda e feminismo , L'Avenir social, 1918, OCLC 493288476.
- The Feminist Way, Paris, Syros, 1978, OCLC 417600156 .
- Texto de Hélène Brion em The Feminist Way , 1 de novembro de 1918, no site Marie-Victoire Louis.
- No site www.jaures.eu, vários textos de Hélène Brion, incluindo sua declaração, em 1918, antes do Conselho de Guerra. e seu Discurso Feminista ao Comitê para a Reinício das Relações Internacionais, em 1916 .

### Artigos
- Émile Carme, "Hélène Brion, entre feminismo e socialismo", Ballast, dezembro de 2005, leia online .